# Rue des Périchaux
La rue des Périchaux est une voie du 15e arrondissement de Paris, en France.

## Situation et accès

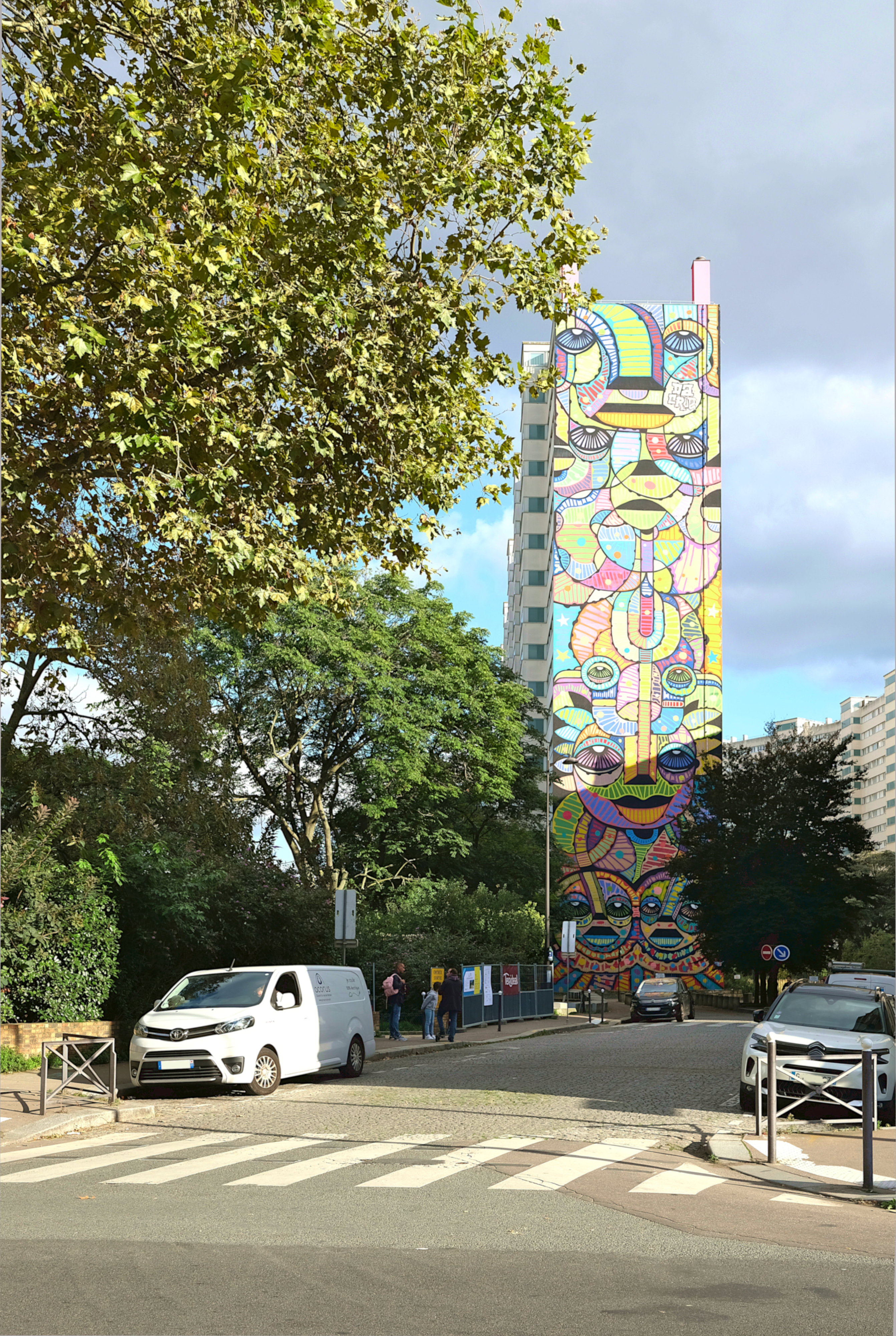
La rue des Périchaux vue de la rue de Dantzig (octobre 2024).

La rue des Périchaux est une voie mixte située dans le 15e arrondissement de Paris. Elle débute au 49, rue de Dantzig et se termine au 112, rue Brancion.
Le tronçon de la rue entre le 16, rue des Périchaux et la rue Brancion est une voie privée au milieu du grand ensemble des Périchaux d'un millier de logements qui possède également un square, un espace sportif et un jardin partagé.

## Origine du nom
Son nom fait référence au lieu-dit « clos des Périchaux » où il y avait des vignobles et un champ d’horticulture. Le nom provient du cépage noir « périchot », cultivé en ce lieu.

## Historique
La rue des Périchaux est présente sur le plan de Roussel (1730) : elle était alors un sentier traversant le vignoble de Périchaux. Elle s'appelait autrefois « chemin des Périchaux » et se terminait à proximité du 161, boulevard Lefebvre.
Elle prend le statut de la rue par arrêt du 9 juin 1931.
Le tracé de la rue a changé à partir des années 1960 à la suite de l'aménagement du quartier. La partie entre le 16, rue des Périchaux et jusqu'à une longueur de 20 m environ depuis le 161, boulevard Lefebvre, a été déclassée en 1961 et supprimée en 1963. La partie à proximité du 161, boulevard Lefebvre a pris brièvement le nom du « passage de Parme », mais elle a également été déclassée en 1974 et supprimée en 1975. La partie entre le 16, rue des Périchaux et la rue Brancion portait le nom provisoire de « voie CO/15 » avant de devenir une partie de la rue des Périchaux en 2003.

## Bâtiments remarquables et lieux de mémoire
- Square des Périchaux